# Winter-Universiade 1960/Eiskunstlauf
Bei der Winter-Universiade 1960 wurde ein Einzelwettkampf für Frauen im Eiskunstlauf ausgetragen.

## Bilanz

### Medaillenspiegel
| Platz  | Land             | Gold | Silber | Bronze | Gesamt |
| ------ | ---------------- | ---- | ------ | ------ | ------ |
| 1      | Tschechoslowakei | 1    | 1      | –      | 2      |
| 2      | Ungarn           | –    | –      | 1      | 1      |
| Gesamt | Gesamt           | 1    | 1      | 1      | 3      |

### Medaillengewinner
| Disziplin | Gold             | Silber        | Bronze        |
| --------- | ---------------- | ------------- | ------------- |
| Frauen    | Jitka Hlaváčková | Eva Grožajová | Helga Zöllner |